# 北达科他州众议院
北达科他众议院（英語：North Dakota House of Representatives）是美国北达科他立法议会的下議院，共有94名议员，每届任期4年。现任众议院議長为共和黨籍的丹尼斯·強森。